# SEAT Alhambra
El SEAT Alhambra es un monovolumen del segmento D producido por el fabricante español SEAT desde el año 1996 hasta el 2022. Fue desarrollado en conjunto con el fabricante alemán Volkswagen y el estadounidense Ford, y se fabrica en la factoría de Autoeuropa, en Palmela, Portugal. Su nombre viene dado por el monumento de la Alhambra, situada en la ciudad española de Granada.

## Generaciones

### SEAT Alhambra I (1996-2010)

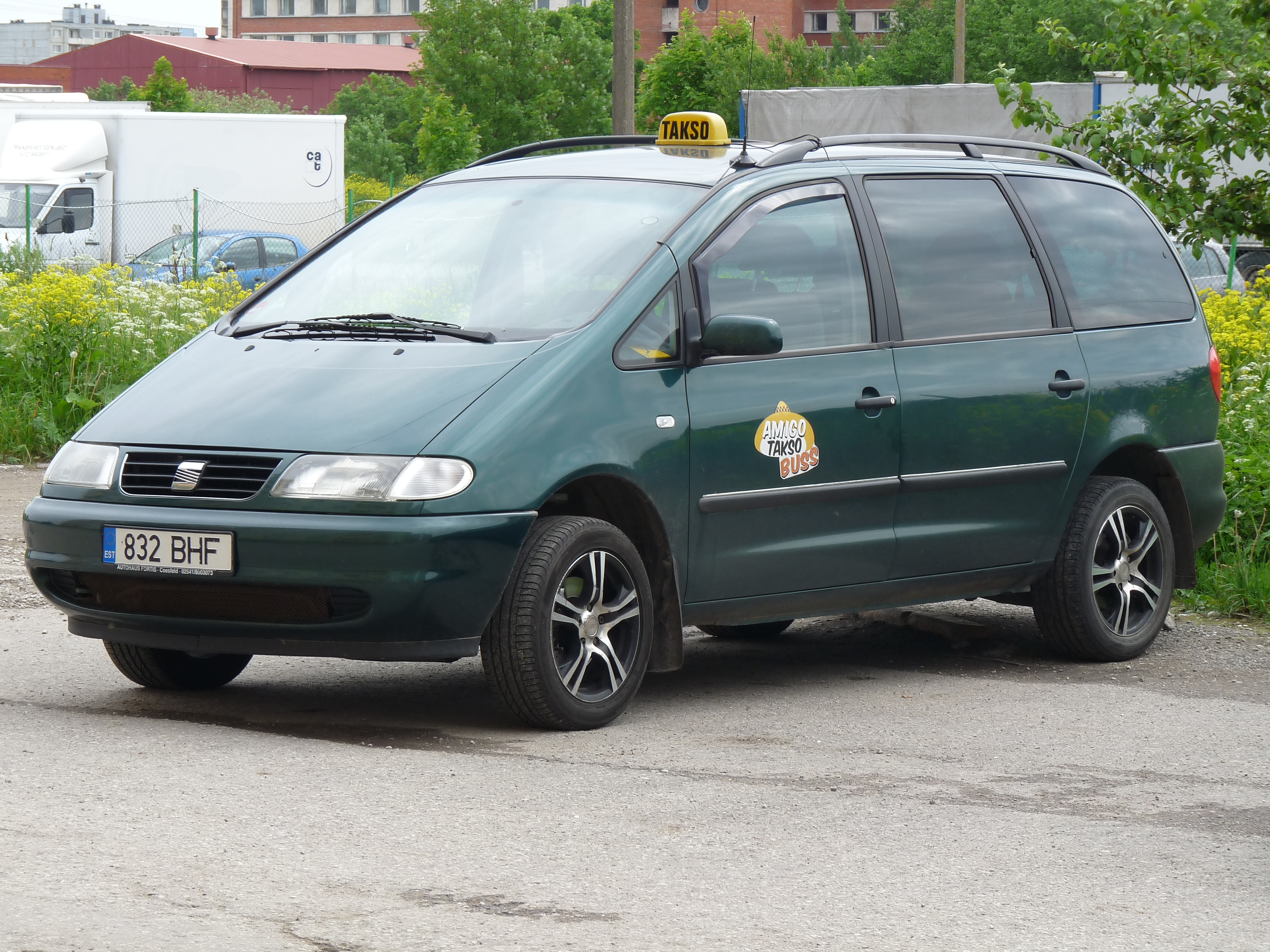
SEAT Alhambra I (7MS) 1996-2000
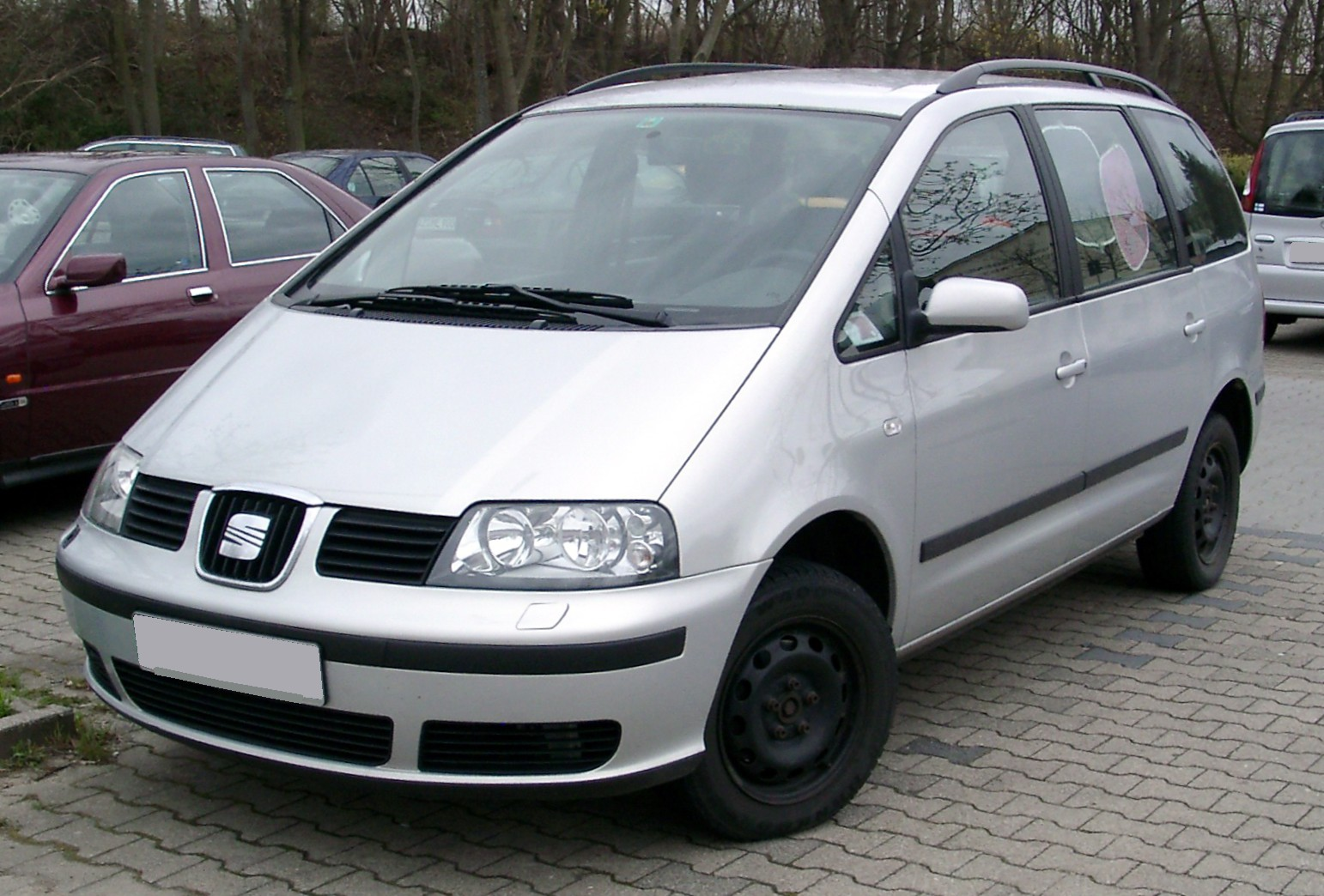
SEAT Alhambra I (7V9) 2000-2010

### SEAT Alhambra II (2010-2022)

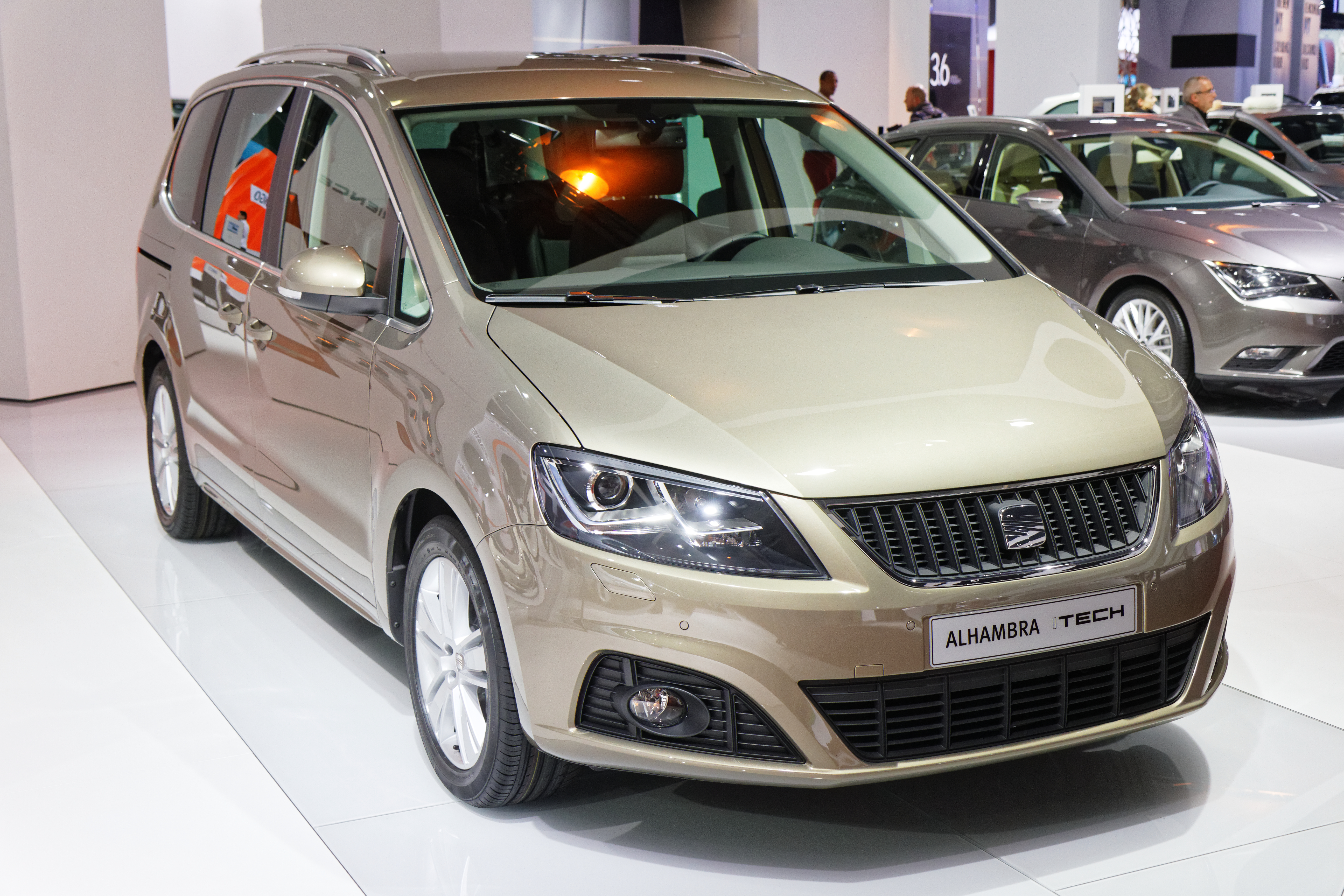
SEAT Alhambra II (7N /NF710) 2010-2015
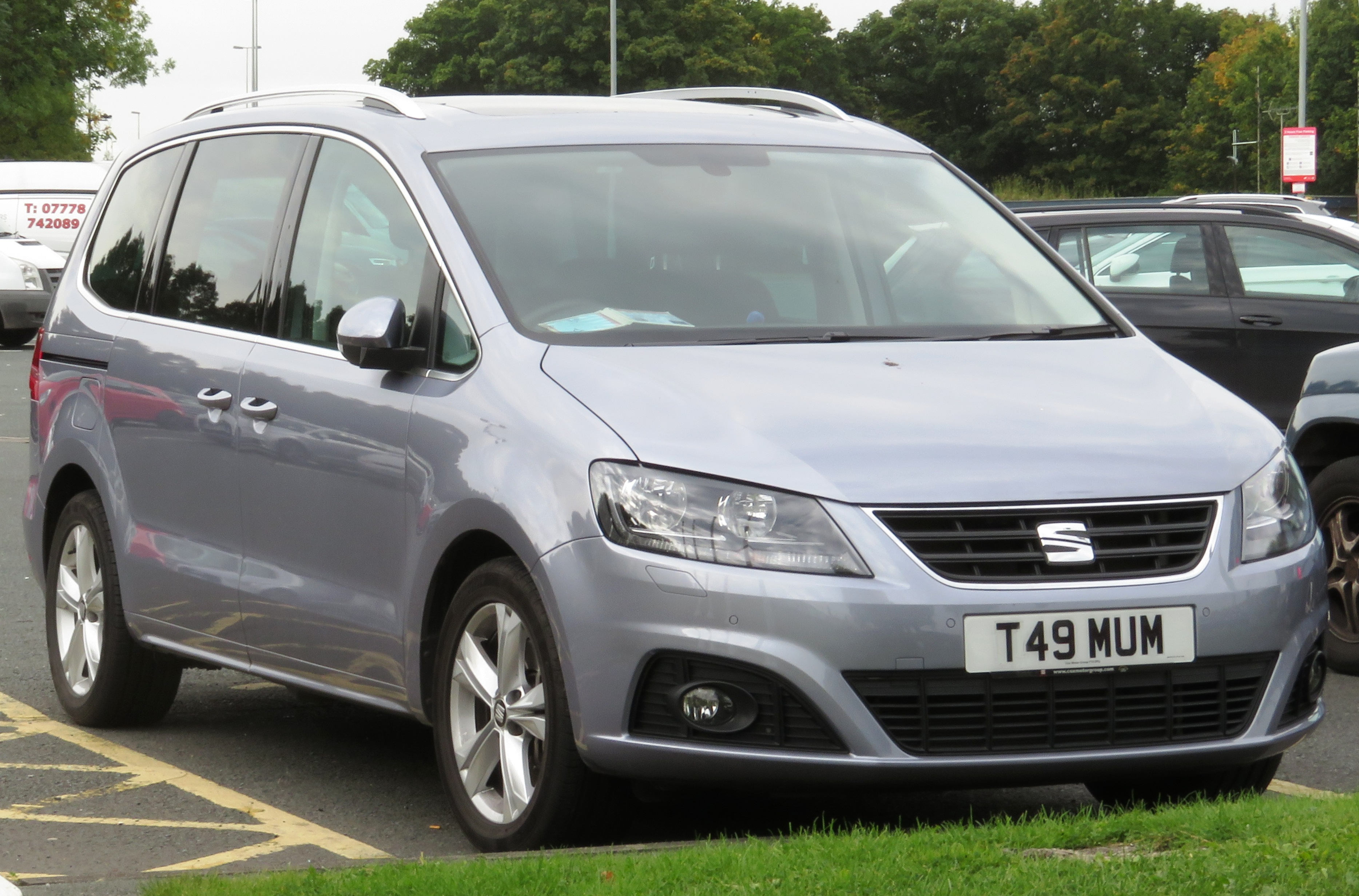
SEAT Alhambra II (GP711) 2015-2022

## Historia
La primera generación del Alhambra (modelo 7MS) fue diseñada en el denominado proyecto VX62 por SEAT, Volkswagen y Ford, se desarrollaron 3 modelos en conjunto (SEAT Alhambra, Ford Galaxy y Volkswagen Sharan) con similares características, prácticamente iguales pero adaptándose con los rasgos típicos de cada marca incluyendo los motores e interiores.
El Grupo VAG se encargó principalmente del desarrollo mecánico (chasís y motores), mientras que Ford se encargó de la industrialización.
El Alhambra fue presentado en el Salón de Ginebra de 1995 con un modelo pre-serie de color turquesa e intermitentes delanteros en color ámbar, sería el primero modelo monovolumen de la marca en comercializarse, ofrece la posibilidad de tener siete asientos, algo que ningún otro vehículo de la gama de SEAT ofrece por el momento. Se empezó a producir en 1996.

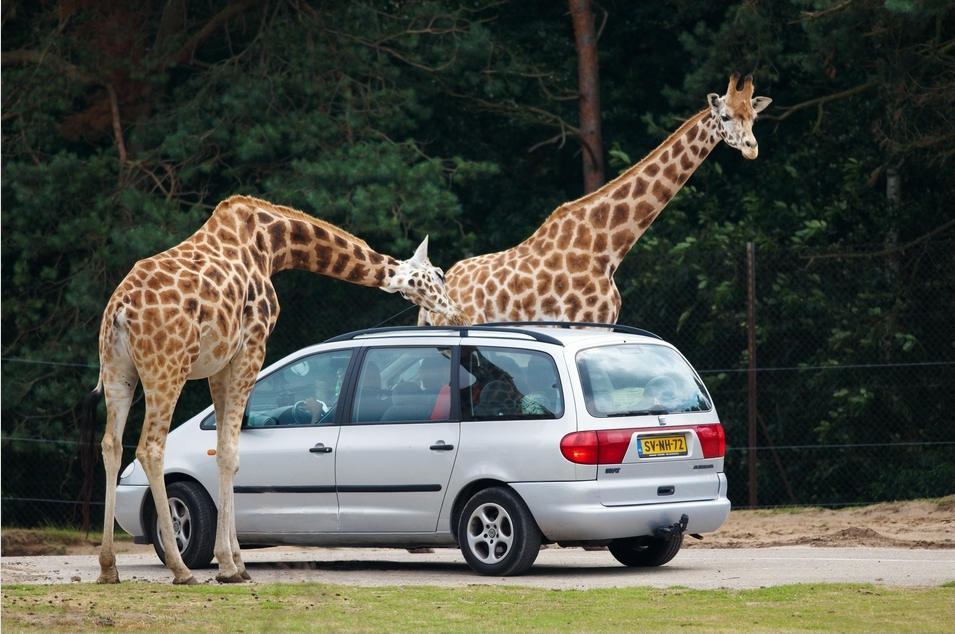
Parte trasera de la primera serie.

En el año 2000, recibió una reestilización (modelo 7V9)) para adecuarlo a la nueva imagen de la marca, adoptando así la forma que anteriormente habían tomado el Volkswagen Sharan y el Ford Galaxy, con una nueva óptica trasera y delantera, una parrilla dividida en tres partes (como el resto de la gama SEAT) y un diseño menos redondeado, pero fiel a su estilo familiar. También se renueva todo el interior, dándole una imagen más moderna con un nuevo salpicadero de mayor calidad.   

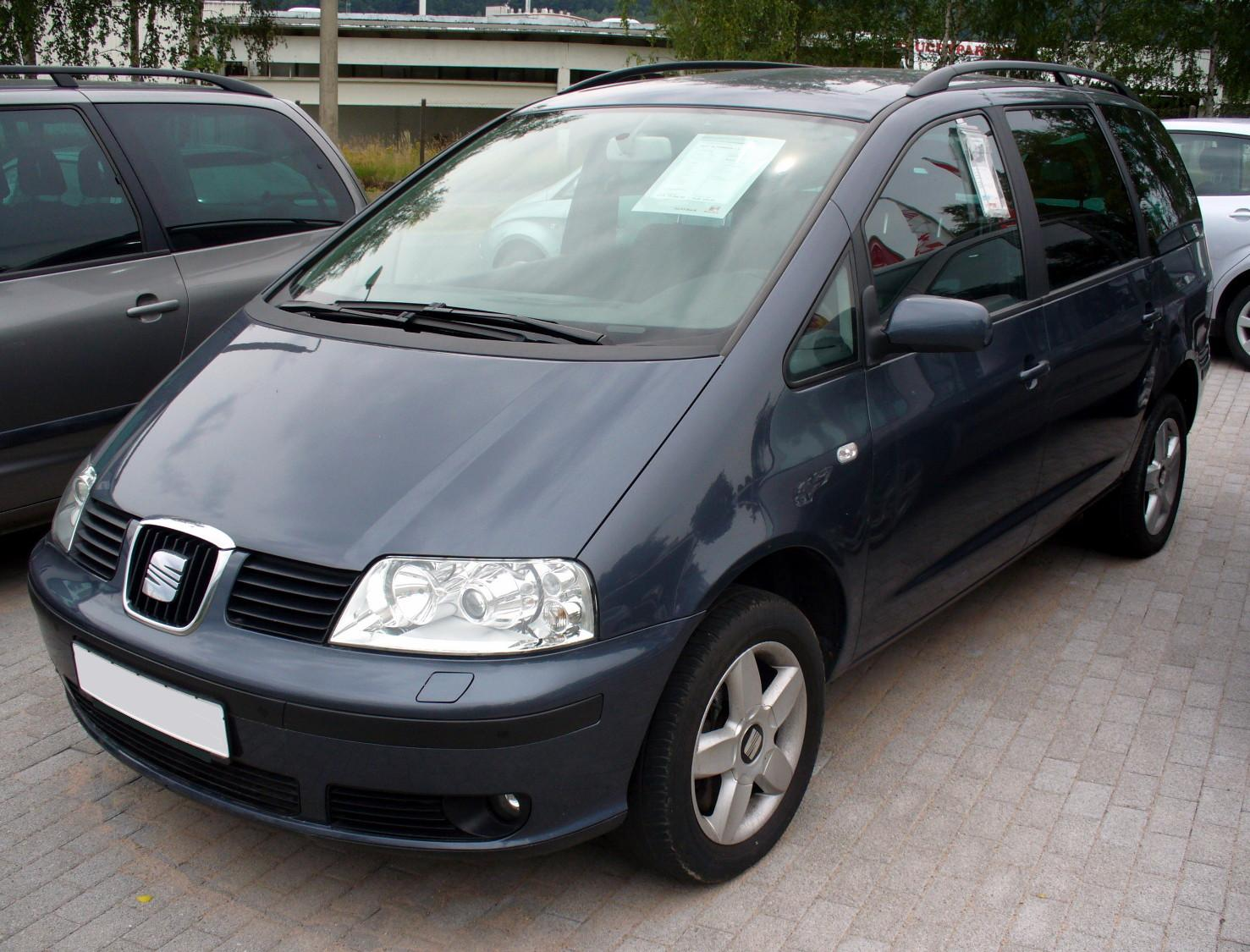
SEAT Alhambra I (segunda serie).
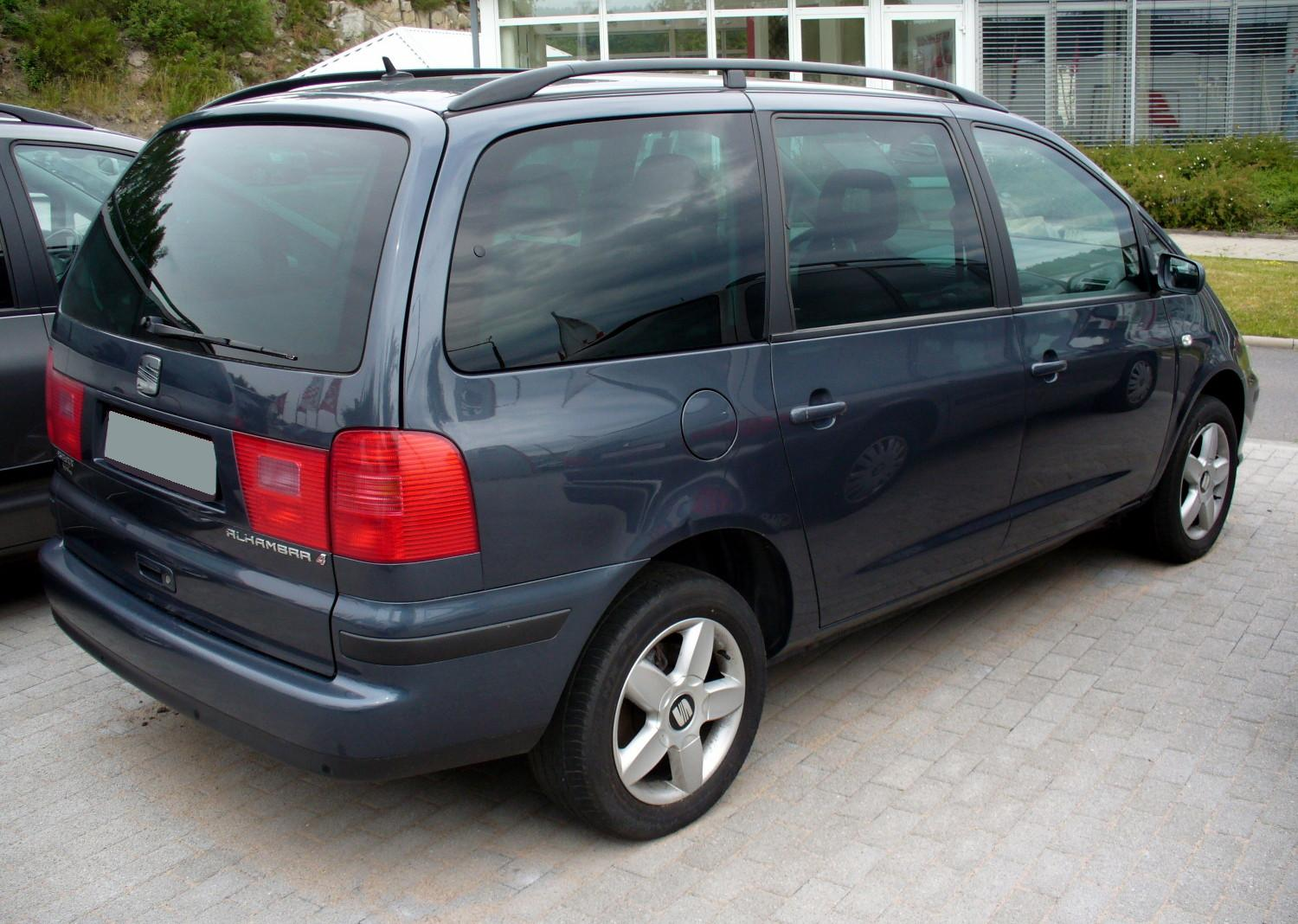
SEAT Alhambra I (segunda serie vista posterior).

### Acabados
El SEAT Alhambra en su primera generación contó con tres acabados, y varias versiones como ediciones especiales. 
- SE:  Modelo de inicio a la gama.

- SXE: Modelo gama media alta.

- Sport: Modelo de gama deportivo.

Con la llegada de la reestilización, únicamente se mantiene el acabado sport, mientras que el SE y SXE son sustituidos por dos nuevos acabados. 
- Stella: Modelo incido de gama.

- Signa: Modelo gama media.

#### Ediciones especiales/Series limitadas
| 1999 | Alhambra 20VT     | SE     |  |
| Edición especial para (Reino Unido) de 1999. Esta versión incluye un pack de carrocería de "Projektzwo" con pasos de ruedas y taloneras, la calandra frontal con faros redondos, parachoques delantero y trasero, este último con doble salida de escape. |                   |        |  |
| 2003 | Kids" / "4Kids    | Signa  |  |
| Edición para (Europa) |                   |        |  |
| 2004 | Advantage         | Signa  |  |
| Edición para (Suiza) |                   |        |  |
| 2004 | Sport Edition     | Sport  |  |
| Edición para (Alemania) |                   |        |  |
| 2004 | Sunshine          | Stella |  |
| Edición para (Luxemburgo) |                   |        |  |
| 2006 | Business Line DVD | Signa  |  |
| Edición para (Europa) |                   |        |  |

### Premios
- Premio "Monovolume do Ano" de 1997, en Portugal.[5]

## Segunda generación (2010-2022)
La segunda generación del SEAT Alhambra (modelo 7N /NF710) fue puesta a la venta a mediados del 2010. Es un modelo más grande y tiene un diseño más actual que el anterior, similar al del Volkswagen Sharan II. El nuevo modelo crece 20 centímetros de largo. La novedad es que dispone de puertas traseras deslizantes.
En los tests Euro NCAP ha sacado 5 estrellas, ya con el nuevo sistema de calificación. El equipamiento opcional más destacado es que dispone de cámara de visión trasera, puertas traseras, portón del maletero de apertura y cierre eléctrico. También dispone del Park Assist. Los Alhambra están disponibles con caja de cambios manual de 6 relaciones o automática DSG, esta última de 6 relaciones para versiones 2x4 y de 7 para 4x4 (4DRIVE).
En 2015 recibe un ligero restyling (modelo GP 711) donde los cambios más significativos afectan a la calandra, la incorporación de led y a introducción del nuevo logotipo de la marca estrenado en 2012 por el león.

#### Acabados
El SEAT Alhambra en su segunda generación cuenta con tres acabados, y varias versiones como ediciones especiales.
- Reference: Modelo inicio de gama.

- Style: Modelo medio de gama.

- Style Advanced: Modelo alto de gama.

#### Ediciones especiales/Series limitadas
| 2014 | I-TECH         | Style          |  |  |  |
|      |                |                |  |  |  |
| 2014 | I-TECH KIROA   | Style          |  |  |  |
|      |                |                |  |  |  |
| 2015 | CONNECT        | Style          |  |  |  |
|      |                |                |  |  |  |
| 2018 | FR Line        | Style Advanced |  |  |  |
|      |                |                |  |  |  |
| 2016 | 20 Aniversario | Style Advanced |  |  |  |
|      |                |                |  |  |  |
| 2018 | VISIO          | Style          |  |  |  |
|      |                |                |  |  |  |

### Seguridad
El Alhambra realizó las pruebas de choque de la Euro NCAP en el año 2010, y consiguió una calificación total de 5 estrellas:
| Calificación total:        | 5/5 estrellas |
| Ocupantes adultos:         | 96 %          |
| Ocupantes infantil:        | 80 %          |
| Peatones:                  | 46 %          |
| Asistencia a la seguridad: | 71%           |

## Ventas y cifras de producción
Desde su lanzamiento en 1996, han sido producidas y vendidas más de 250.000 unidades del SEAT Alhambra.
La producción total por año de los SEAT Alhambra, fabricados en SEAT y en otras plantas del grupo Volkswagen, se muestra en la siguiente tabla:
| Versión                              | 1996 | 1997 | 1998   | 1999   | 2000   | 2001   | 2002   | 2003   | 2004   | 2005   | 2006   | 2007   | 2008   | 2009  | 2010   | 2011   | 2012   | 2013   | 2014   | 2015 | 2016 | 2017 | 2018 | 2019   |
| ------------------------------------ | ---- | ---- | ------ | ------ | ------ | ------ | ------ | ------ | ------ | ------ | ------ | ------ | ------ | ----- | ------ | ------ | ------ | ------ | ------ | ---- | ---- | ---- | ---- | ------ |
| SEAT Alhambra Producción anual total | ?    | ?    | 21.300 | 27.440 | 23.924 | 26.524 | 26.308 | 23.693 | 21.580 | 14.902 | 14.352 | 14.242 | 10.282 | 6.215 | 10.023 | 18.139 | 19.110 | 20.000 | 23.100 | -    |      |      |      | 23.700 |